# Сапуница
Сапуница или сапунска опера је назив за радио или телевизијску серију, коју углавном карактеришу велики број епизода, емитовање сваког радног дана, мелодрама, ансамблска подела улога и сентименталност. Назив сапуница се односи на почетке емитовања ових серија, када су произвођачи сапуна били њихови спонзори. Оно што разликује сапуницу од осталих драма је то што сапуница има огроман број ликова и више истовремених радњи. Дакле, више радњи тече истовремено, с тим што оне могу да буду независне, или касније, временом, да се преплићу. Сапунице прате више нити радње који се истовремено одвијају. Због овакве концепције, оне могу да се настављају унедоглед. Праве се и емитују све док имају задовољавајућу гледаност. Прва српска сапуница је била РТС-ова Цео живот за годину дана која се емитовала једном недељно 1971. године. Прва дневна српска сапуница је Игра судбине, која се приказује на телевизији Прва од 2020. године. Теленовеле наглашавају ефекте мелодраме и, за разлику од сапуница, имају јасно одређен почетак и дефинитиван крај. 
Емисија The Archers BBC радија, први пут је емитована 1950. године и то је најдуговечнија је радио-сапуница на свету. Најдуговечнија телевизијска сапуница је Coronation Street, која је први пут емитован на ITV-у 1960. године, а рекорд за најдуговечнију сапуницу у историји држала је Усмеравајуће светло, која је започела на радију 1937. године, премештена на телевизију 1952. године и окончана 2009. године.

Кључни елемент који дефинише сапуницу је неограничена серијска природа нарације, са причама које се протежу у неколико епизода. Према Алберту Морану, једна од главних карактеристика која телевизијски програм чини сапуницом је да „тај облик телевизије делује са континуираним отвореним наративом. Свака епизода се завршава обећањем да ће се прича наставити у следећој епизоди”. Године 2012, колумниста Los Angeles Times-а, Роберт Лојд, писао је о дневним драмама: 
Иако са мелодраматичним садржајем, сапунице имају и луксуз простора због којег делују природније; заиста, економија форме захтева дугачке сцене, а разговори које би недељна серија од 22 епизоде по сезони могла изоставити у пола туцета редова дијалога могу се растегнути, као овде, на више страница. Проводи се више времена чак и са споредним ликовима; привидни негативци постају мање очигледно зликовци.
Радње сапуница теку истовремено, укрштају се и воде у даљи развој. Појединачна епизода сапунице ће се генерално пребацивати између неколико истовремених наративних нити које се понекад могу међусобно повезати и утицати једна на другу или могу бити потпуно независне једна од друге. Епизоде могу да садрже неке од тренутних прича серије, али не увек све. Нарочито у дневним серијама и онима које се емитују сваког радног дана, постоји одређена ротација и приче и глумаца, тако да ће се свака дата прича или глумац појавити у неким, али обично не у свим епизодама које се приказују током недељу дана. Сапунице ретко закључују све тренутне приче у исто време. Када се једна прича заврши, постоји неколико других прича у различитим фазама развоја. Епизоде сапунице се обично завршавају неизвесно, а финале сезоне (ако сапуница има паузу између сезона) завршава се на исти начин, а до разрешења долази када се серија врати за почетак новог годишњег емитовања.
Вечерње сапунице и оне које се емитују једном недељно имају већу вероватноћу да ће у свакој епизоди представити целу глумачку екипу и представити све актуелне приче. Вечерње сапунице и серије које се приказују само део године имају тенденцију да доведу ствари до драматичног и неизвесног краја сезоне.
Часопис Time је 1976. године америчку дневну телевизију описао као „најбогатије тржиште телевизије”, напомињући лојалност базе обожавалаца сапуница и ширење неколико полусатних серија у једносатна емитовања како би се максимизовали приходи од огласа. У чланку се објашњава да су у исто време многе серије у ударном термину емитоване са финансијским губицима, док су дневни серијали зарађивали профите неколико пута веће од њихових трошкова производње. На насловници издања посебно су се нашле прве звезде дневних сапуница, Бил Хајес и Сузан Сифорт Хајес из Дана наших живота, брачни пар чији су екрански прикази и романсе из стварног живота били широко покривени како у часописима о сапуницама, тако и у осталој штампи.

## Порекло и историја жанра
Први програм који се обично сматра да је „сапуница” или дневну серија са гледишта стручњака овог жанра је Painted Dreams, која је премијерно емитована на WGN радију у Чикагу, 20. октобра 1930. Редовно је емитован у дневном термину, при чему су слушаоци већином биле домаћице; тако су емисије биле намењене претежно женској публици.  је постала прва мрежна радио серија тог типа, која је емитована на NBC Blue Network у 22.30 по источном времену почев од 27. јануара 1931. Након што је редовно емитовање отпочело 15. фебруара 1932. године, Clara, Lu 'n Em је постала прва мрежна серија тог типа која је прешла на дневни интервал радним данима, и тако је постала и прва мрежна дневна серија.

## Заплети и приче
Главне карактеристике које дефинишу сапунице су „нагласак на породичном животу, личним односима, сексуалним драмама, емоционалним и моралним конфликтима; извесно покривање актуелних тема; смештеност у познатим домаћим ентеријерима са само повременим излетима на нове локације”. У складу са овим карактеристикама, већина сапуница прати животе групе ликова који живе или раде на одређеном месту или се фокусирају на велику проширену породицу. Приче прате свакодневне активности и личне односе ових ликова. „Наративи сапуница, попут оних у филмским мелодрамама, обележени су оним што је Стив Нил описао као "мало вероватни догађаји, случајности, пропуштени састанци, изненадне конверзије, спасавања и открића у последњем тренутку, deus ex machina завршеци"”. Ови елементи се могу наћи у низу сапуница, од Прича из предграђа до Даласа.
У многим сапуницама, посебно дневним серијалима у САД, ликови су често привлачни, заводљиви, гламурозни и богати. Сапунице из Уједињеног Краљевства и Аустралије имају тенденцију да се фокусирају на више свакодневне ликове и ситуације и често се дешавају у радничком окружењу. Многе сапунице произведене у те две земље истражују соцреалистичке приче као што су породичне несугласице, распад брака или финансијски проблеми. И британске и аустралијске сапунице садрже комичне елементе, често афективне комичне стереотипе као што су трачара или мрзовољни старац, представљени као комични контраст за емоционална превирања која их окружују. Ово се разликује од америчких сапуница у којима је таква комедија ретка. Британске сапунице често тврде да представљају „стварност” или тврде да имају „реалистичан” стил. Британске сапунице такође често стављају у први план своју географску локацију као кључну карактеристику серије, док приказују и користе егзотичну привлачност стереотипа повезаних са локацијом. На пример, Приче из предграђа се фокусирају на тежак и тмуран живот у источном делу Лондона; Улица крунисања и њени ликови испољавају стереотипне карактеристике „северног стрејт говора”.

Ако желимо да вратимо глумца у серију, увек постоји начин. Генерално можете пронаћи начин да изврнете и манипулишете нечим. Ретко видите мртво тело, али чак и ако га видите, он или она се увек може вратити да игра злог идентичног близанца.

Марлена Лерд 1992. године, током свог времена као продуцент и редитељ Опште болнице.
Романса, тајне везе, ванбрачне везе и искрена мржња били су основа за многе приче из сапуница. У америчким дневним сапуницама, најпопуларнији ликови и најпопуларније приче често су укључивали романсу каква је представљена у лаким љубавним романима. Сапунице ткају замршене, компликоване и понекад збуњујуће приче о ликовима који имају афере, упознају мистериозне странце и заљубљују се и који чине прељубу, а све то држи публику навученом на причу која се одвија. Злочини као што су отмица, силовање, па чак и убиство могу остати некажњени ако се починилац жели задржати у причи која је у току. Аустралијске и британске сапунице такође садрже значајан део љубавних прича.
У причама из сапуница, деца, браћа и сестре и близанци (углавном зли) устаљених ликова, за које се претходно није знало да постоје, често се појављују како би узнемирили и освежили скуп односа које серија испитује. Неочекиване несреће неуобичајено често ометају венчања, порођаје и друге велике животне догађаје.
Као и у стриповима (још једном популарном облику линеарног приповедања који је био пионир у САД током 20. века), није гарантовано да ће смрт лика бити вечна. У серији Одважни и лепи, Тејлор Хајес (коју је тумачила Хантер Тајло) је приказана како умире у болници и како је потом сахрањена. Када је Тајло поновила улогу 2005. године, ретроактивни континуитет је објаснио да је Тејлор заправо пала у кому.
Каскадери и сложене физичке акције углавном изостају, посебно у дневним серијалима. Такви догађаји се често дешавају ван екрана и помињу се у дијалогу уместо да се приказују. То је зато што је вратоломије или акционе сцене тешко адекватно приказати без сложених покрета, вишеструких понављања и постпродукцијских монтажа. Када су епизоде емитоване уживо, постпродукција је била немогућа. Иако су све серије одавно прешле на снимање, опсежан рад у постпродукцији и више понављања, иако су могући, нису изводљиви због скученог распореда снимања и ниских буџета.

## Америчке сапунице

### Дневне серије

#### Садашње
| Сапуница          | Мрежа     | Премијерно емитовање | Прелаз на боју    | Продужено на цео сат | Прво емитовање     |
| ----------------- | --------- | -------------------- | ----------------- | -------------------- | ------------------ |
| Одважни и лепи    |           | 23. март 1987.       | Од почетка        | N/A                  | 7. септембар 2011. |
| Дани наших живота | (раније ) | 8. новембар 1965.    | Од почетка        | 21. април 1975.      | 8. новембар 2010.  |
| Општа болница     |           | 1. април 1963.       | 30. октобар 1967. | 16. јануар 1978.     | 23. април 2009.    |
| Млади и немирни   |           | 26. март 1973.       | Од почетка        | 4. фебруар 1980.     | 27. јун 2001.      |

#### Бивше
| Сапуница | Мрежа   | Премијера          | Финале             | Прелаз на боју     | Продужено на цео сат | Прво емитовање          |
| -------- | ------- | ------------------ | ------------------ | ------------------ | -------------------- | ----------------------- |
|          | ABC     | 5. јануар 1970     | 23. септембар 2011 | Од почетка         | 25. април 1977       | 3. фебруар 2010         |
|          | NBC     | 4. мај 1964        | 25. јун 1999       | 1. јун 1966        | 6. јануар 1975       | N/A                     |
|          | CBS     | 2. април 1956      | 17. септембар 2010 | 21. август 1967    | 1. децембар 1975     | 31. март 2008           |
|          | ABC     | 30. март 1970      | 25. септембар 1970 | Од почетка         | N/A                  | N/A                     |
|          | CBS     | 4. јануар 1954     | 28. септембар 1962 | N/A                | N/A                  | N/A                     |
|          | CBS     | 29. март 1982      | 20. март 1987      | Од почетка         | N/A                  | N/A                     |
|          | ABC     | 3. новембар 1995   | 28. март 1997      | Од почетка         | N/A                  | N/A                     |
|          | CBS     | 11. јул 1960       | 15. јун 1962       | N/A                | N/A                  | N/A                     |
|          | ABC     | 27. јун 1966       | 2. април 1971      | 11. август 1967    | N/A                  | N/A                     |
|          | NBC     | 1. април 1963      | 31. децембар 1982  | 17. октобар 1966   | N/A                  | N/A                     |
|          | CBS/ABC | 2. април 1956      | 28. децембар 1984  | 11. септембар 1967 | N/A                  | N/A                     |
|          | CBS     | 4. децембар 1950   | 27. јун 1952       | N/A                | N/A                  | N/A                     |
|          | NBC     | 5. јул 1954        | 30. децембар 1955  | N/A                | N/A                  | N/A                     |
|          | NBC     | 30. јун 1958       | 29. децембар 1961  | N/A                | N/A                  | N/A                     |
|          | CBS     | 27. јун 1960       | 10. март 1961      | N/A                | N/A                  | N/A                     |
|          | NBC     | 27. март 1989      | 25. јануар 1991    | Од почетка         | N/A                  | N/A                     |
|          | NBC     | 5. јул 1954        | 1. април 1955      | N/A                | N/A                  | N/A                     |
|          | CBS     | 30. јун 1952       | 18. септембар 2009 | 13. март 1967      | 7. новембар 1977     | 29. фебруар 2008        |
|          | NBC     | 7. јун 1950        | 1. јул 1955        | N/A                | N/A                  | N/A                     |
|          | NBC     | 30. децембар 1968  | 27. јун 1969       | Од почетка         | N/A                  | N/A                     |
|          | NBC     | 7. јануар 1974     | 17. април 1975     | Од почетка         | N/A                  | N/A                     |
|          | CBS     | 18. септембар 1967 | 23. март 1973      | Од почетка         | N/A                  | N/A                     |
|          | CBS     | 24. септембар 1951 | 1. фебруар 1980    | 13. март 1967      | N/A                  | N/A                     |
|          | NBC     | 3. јануар 1977     | 29. септембар 1978 | Од почетка         | N/A                  | N/A                     |
|          | ABC     | 26. јун 1983       | 10. новембар 1995  | Од почетка         | N/A                  | N/A                     |
|          | NBC     | 12. март 1951      | 28. децембар 1951  | N/A                | N/A                  | N/A                     |
|          | ABC     | 27. септембар 1965 | 24. јун 1966       | N/A                | N/A                  | N/A                     |
|          | ABC     | 27. септембар 1965 | 31. март 1967      | N/A                | N/A                  | N/A                     |
|          | ABC     | 15. јул 1968       | 13. јануар 2012    | Од почетка         | 16. јануар 1978      | 6. децембар 2010 (EDTV) |
|          | NBC     | 2. јануар 1962     | 28. септембар 1962 | N/A                | N/A                  | N/A                     |
|          | NBC     | 5. јул 1999        | 7. септембар 2007  | Од почетка         | Од почетка           | N/A                     |
|          | ABC     | 1. јун 1997        | 3. октобар 2003    | Од почетка         | N/A                  | N/A                     |
|          | CBS     | 5. јул 1954        | 18. март 1955      | N/A                | N/A                  | N/A                     |
|          | NBC     | 3. април 1972      | 4. јануар 1974     | Од почетка         | N/A                  | N/A                     |
|          | ABC     | 7. јул 1975        | 13. јануар 1989    | Од почетка         | N/A                  | N/A                     |
|          | NBC     | 30. јул 1984       | 15. јануар 1993    | Од почетка         | Од почетка           | N/A                     |
|          | CBS/NBC | 3. септембар 1951  | 26. децембар 1986  | 11. септембар 1967 | N/A                  | N/A                     |
|          | CBS     | 1. фебруар 1954    | 8. фебруар 1974    | 11. септембар 1967 | N/A                  | N/A                     |
|          | NBC     | 30. март 1970      | 31. децембар 1976  | Од почетка         | N/A                  | N/A                     |
|          | NBC     | 5. јануар 1997     | 31. децембар 1999  | Од почетка         | Од почетка           | N/A                     |
|          | NBC     | 4. август 1980     | 31. децембар 1982  | Од почетка         | Од почетка           | N/A                     |
|          | NBC     | 31. јануар 1949    | 25. фебруар 1949   | N/A                | N/A                  | N/A                     |
|          | NBC     | 27. јун 1960       | 10. март 1961      | N/A                | N/A                  | N/A                     |
|          | Fox     | 5. март 1990       | 13. јул 1990       | Од почетка         | N/A                  | N/A                     |
|          | CBS     | 8. септембар 1969  | 23. март 1973      | Од почетка         | N/A                  | N/A                     |
|          | ABC     | 30. март 1970      | 25. јун 1971       | Од почетка         | N/A                  | N/A                     |
|          | ABC     | 5. октобар 1964    | 25. март 1966      | N/A                | N/A                  | N/A                     |